# Sabana costanera inundada del Zambeze
La sabana costanera inundada del Zambeze és una ecoregió de la zona afrotròpica, definida per WWF, que s'estén per diversos enclavaments de la costa de Moçambic.

## Descripció
És una ecoregió de praderies i sabanes inundades que ocupa 19.500 quilòmetres quadrats en els deltes dels rius Zambeze, Pungwe, Buzi i Save, a Moçambic.
Limita per la costa amb el manglar d'Àfrica oriental; al nord-est, al sud i entre els tres enclavaments, amb la selva mosaic costanera d'Inhambane; al nord amb la sabana arbrada de miombo oriental; i a l'oest amb la sabana arbrada de mopane del Zambeze i la sabana arbrada de miombo meridional.

## Clima
La regió està fortament subjecta a l'impacte de les pluges, que cauen en el període entre octubre i març, ja que el drenatge de les regions interiors augmenta considerablement el flux dels rius. A nivell local, les precipitacions varien entre els 800-1.400 mm de pluja per any i les temperatures mitjanes oscil·len entre els 27 i els 30 ° C

## Flora
La flora de l'ecoregió està formada per les dues principals comunitats de sabana oberta i d'aigua dolça pantanosa. A les zones més pantanoses, les espècies més representades són el senill i la Typha capensis, que a les zones més seques són progressivament substituïdes per espècies herbàcies. En la part més àrida, la flora és molt propera a la del bosc de mosaics costaners del sud de Zanzibar-Inhambane, amb exemplars de Panicum curatellifolia, Uapaca nitida i Syzigium guineense.
El bosc de les zones pantanoses inclou Barringtonia racemosa, Ficus verruculosa i Phoenix reclinata, limita generalment rius, llacs i llacunes.

## Fauna
El delta de Zambezi té entre la més alta diversitat d'hàbitats de la conca de Zambezi, que es reflecteix en una alta riquesa d'espècies de mamífers i aus. Algunes poblacions d'animals però, han patit però minves importants per causa de les preses i les guerres durant el segle xx.
Les aus aquàtiques prominents de la zona són el flamenc del carib, grua carunculada i una gran colònia de nidificació de pelicà vulgar.

## Estat de conservació
Vulnerable.
Durant el segle xx, les comunitats i els ecosistemes de la part baixa del Zambezi han estat greument afectats per la gestió de grans preses aigües amunt i altres obres de desenvolupament de recursos hídrics. En eliminar les inundacions naturals i augmentar considerablement els fluxos de la temporada seca a la part baixa del Zambezi, la presa de Kariba (finalitzada el 1959) i, especialment, la presa de Cahora Bassa (acabada el 1974) causen grans dificultats per a centenars de milers de vilatans de Moçambic que tenen els mitjans de subsistència relacionats amb el riu Zambezi. Tot i que aquestes preses hidroelèctriques generen ingressos importants per a Zimbabwe, Zàmbia, i Moçambic, respectivament, són operades per maximitzar la producció d'energia hidràulica a costa d'altres usos de l'aigua. Les activitats de pesca, agricultura i pasturatge de subsistència han caigut amb la pèrdua de la inundació anual.

## Protecció
La Reserva de Marromeu, al delta del Zambeze, està inclosa en la llista d'aiguamolls protegits pel Conveni de Ramsar.

Imatges i mapa de l'ecoregió
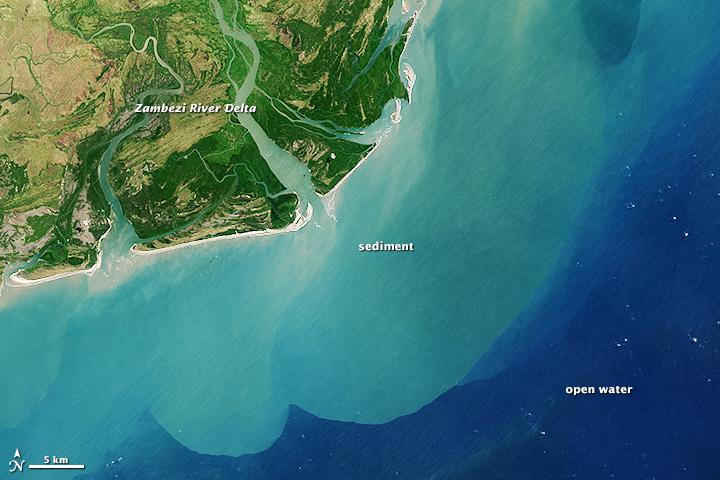
Imatge mostrant el delta del Zambezi i l'efecte dels sediments en la coloració l'Índic (any 2013)
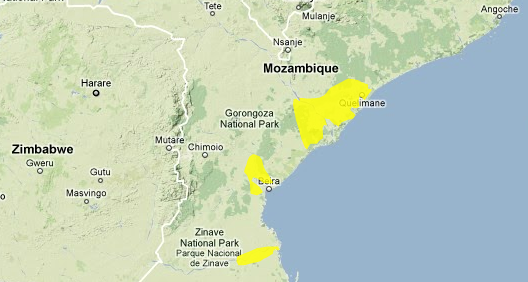
Mapa amb les tres àrees que sumen l'ecoregió
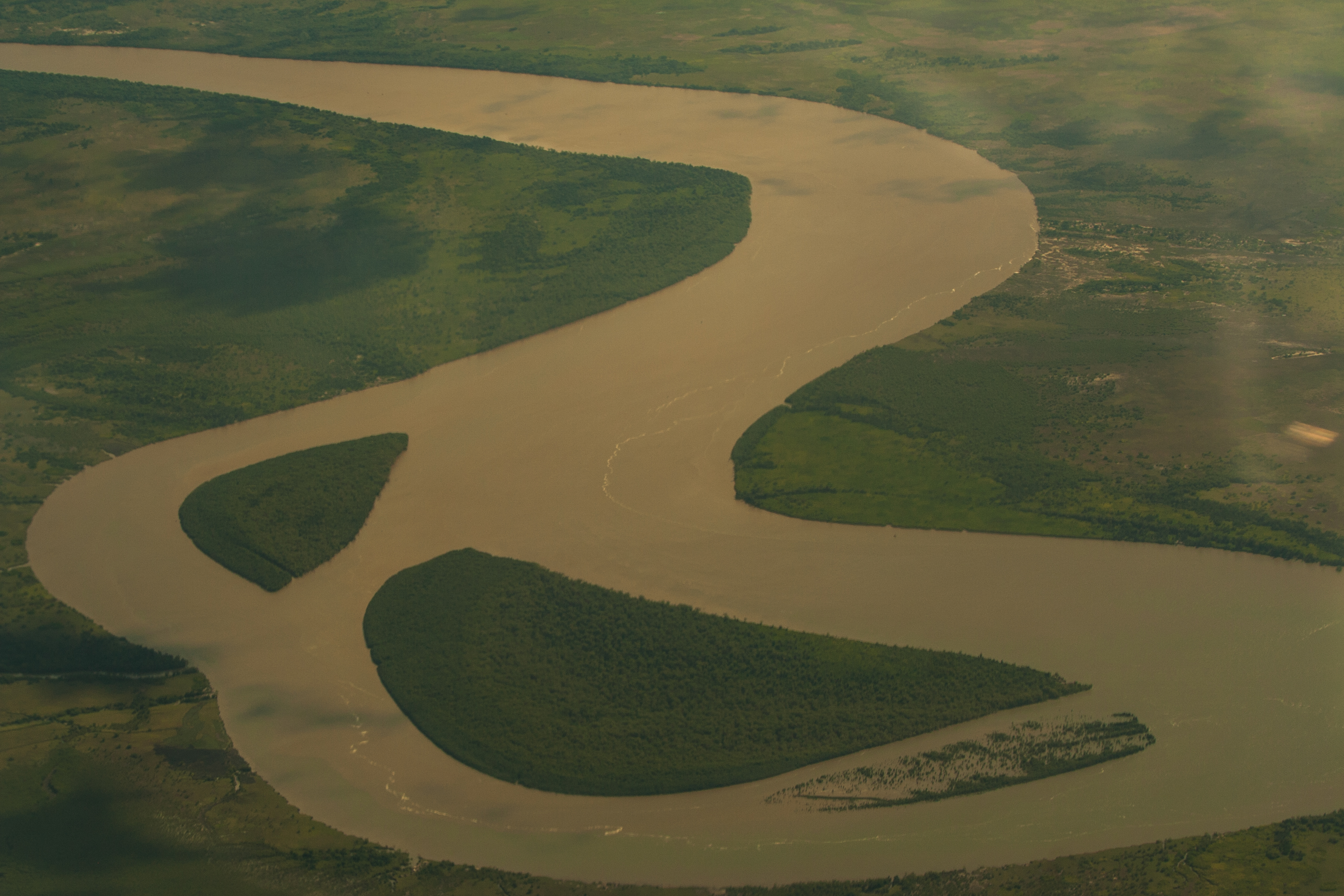
Riu Pungué a la vora de la ciutat de Beira
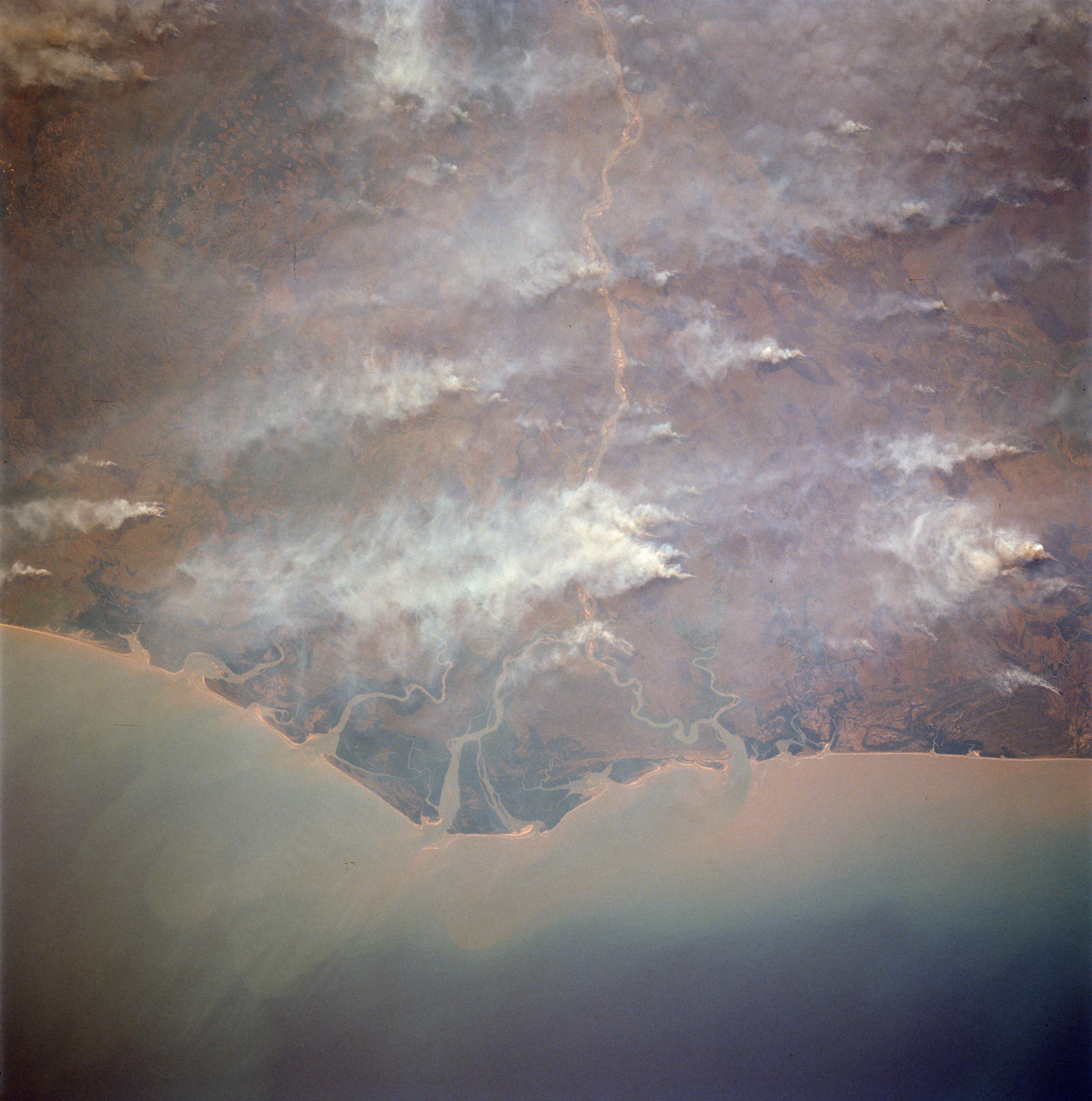
Delta del Zambezi i columnes de fum causades en cremar biomassa per la sabana moçambiquenya (any 1991)